# Thwaitesia bracteata
Thwaitesia bracteata là một loài nhện trong họ Theridiidae.
Loài này thuộc chi Thwaitesia. Thwaitesia bracteata được H. Exline miêu tả năm 1950.